# Campionat del Món de motocròs 1999
La temporada de 1999 del Campionat del Món de motocròs fou la 43a edició d'aquest campionat, organitzat per la FIM. El calendari oficial constava de 13 Grans Premis, celebrats entre l'11 d'abril i el 5 de setembre.

## Sistema de puntuació
Barem de puntuació del 1984 al 2000:
| Posició | 1  | 2  | 3  | 4  | 5  | 6  | 7 | 8 | 9 | 10 | 11 | 12 | 13 | 14 | 15 |
| Punts   | 20 | 17 | 15 | 13 | 11 | 10 | 9 | 8 | 7 | 6  | 5  | 4  | 3  | 2  | 1  |

## 500 cc

### Grans Premis
| Ronda | Data          | Gran Premi                       | Lloc                 | 1a mànega         | 2a mànega        | Guanyador        |
| ----- | ------------- | -------------------------------- | -------------------- | ----------------- | ---------------- | ---------------- |
| 1     | 11 d'abril    | Gran Premi de França             | Castèlnòu de Lèvis   | Alessandro Puzar  | Yves Demaria     | Yves Demaria     |
| 2     | 18 d'abril    | Gran Premi d'Espanya             | Osuna                | Trampas Parker    | Joël Smets       | Joël Smets       |
| 3     | 2 de maig     | Gran Premi d'Àustria             | Schwanenstadt        | Andrea Bartolini  | Shayne King      | Andrea Bartolini |
| 4     | 16 de maig    | Gran Premi d'Itàlia              | Castiglione del Lago | Peter Johansson   | Andrea Bartolini | Peter Johansson  |
| 5     | 30 de maig    | Gran Premi de la República Txeca | Loket                | Andrea Bartolini  | Yves Demaria     | Andrea Bartolini |
| 6     | 13 de juny    | Gran Premi d'Alemanya            | Teutschenthal        | Peter Johansson   | Joël Smets       | Peter Johansson  |
| 7     | 11 de juliol  | Gran Premi de Gran Bretanya      | Hawkstone Park       | Peter Johansson   | Peter Johansson  | Peter Johansson  |
| 8     | 18 de juliol  | Gran Premi d'Eslovàquia          | Lučenec              | Joël Smets        | Yves Demaria     | Joël Smets       |
| 9     | 1 d'agost     | Gran Premi de Bèlgica            | Namur                | Peter Johansson   | Shayne King      | Peter Johansson  |
| 10    | 8 d'agost     | Gran Premi de Luxemburg          | Folkendange          | Andrea Bartolini  | Andrea Bartolini | Andrea Bartolini |
| 11    | 22 d'agost    | Gran Premi de Suècia             | Uddevalla            | Joël Smets        | Andrea Bartolini | Joël Smets       |
| 12    | 29 d'agost    | Gran Premi de Finlàndia          | Kouvola              | Miska Aaltonen    | Andrea Bartolini | Andrea Bartolini |
| 13    | 5 de setembre | Gran Premi dels Països Baixos    | Lierop               | Willie Van Wessel | Joël Smets       | Joël Smets       |

### Classificació final
| Posició | Pilot              | Motocicleta | Punts |
| ------- | ------------------ | ----------- | ----- |
| 1       | Andrea Bartolini   | Yamaha      | 367   |
| 2       | Peter Johansson    | KTM         | 294   |
| 3       | Joël Smets         | Husaberg    | 276   |
| 4       | Yves Demaria       | Husqvarna   | 219   |
| 5       | Shayne King        | KTM         | 209   |
| 6       | Miska Aaltonen     | Yamaha      | 204   |
| 7       | Javier Garcia Vico | Yamaha      | 183   |
| 8       | Alessandro Puzar   | Yamaha      | 173   |
| 9       | Willie Van Wessel  | Husqvarna   | 157   |
| 10      | Christian Burnham  | Honda       | 131   |

## 250 cc

### Grans Premis
| Ronda | Data           | Gran Premi                       | Lloc                 | 1a mànega        | 2a mànega        | Guanyador        |
| ----- | -------------- | -------------------------------- | -------------------- | ---------------- | ---------------- | ---------------- |
| 1     | 21 de març     | Gran Premi d'Espanya             | Talavera de la Reina | Frédéric Bolley  | Frédéric Bolley  | Frédéric Bolley  |
| 2     | 28 de març     | Gran Premi de Grècia             | Megalòpolis          | Pit Beirer       | David Vuillemin  | David Vuillemin  |
| 3     | 11 d'abril     | Gran Premi dels Països Baixos    | Valkenswaard         | Pit Beirer       | Marnicq Bervoets | Marnicq Bervoets |
| 4     | 18 d'abril     | Gran Premi de França             | Ernée                | Mickaël Maschio  | Marnicq Bervoets | Marnicq Bervoets |
| 5     | 2 de maig      | Gran Premi de Veneçuela          | Maracay              | Pit Beirer       | Frédéric Bolley  | Frédéric Bolley  |
| 6     | 16 de maig     | Gran Premi del Brasil            | Belo Horizonte       | Marnicq Bervoets | Marnicq Bervoets | Marnicq Bervoets |
| 7     | 30 de maig     | Gran Premi de Gran Bretanya      | Foxhill              | Remy Van Rees    | David Vuillemin  | Remy Van Rees    |
| 8     | 13 de juny     | Gran Premi d'Itàlia              | Maggiora             | Pit Beirer       | David Vuillemin  | Pit Beirer       |
| 9     | 20 de juny     | Gran Premi de França             | Saint-Jean-d'Angély  | David Vuillemin  | Pit Beirer       | David Vuillemin  |
| 10    | 27 de juny     | Gran Premi de Bèlgica            | Kester               | Frédéric Bolley  | Frédéric Bolley  | Frédéric Bolley  |
| 11    | 11 de juliol   | Gran Premi de la República Txeca | Jinín                | David Vuillemin  | Frédéric Bolley  | Frédéric Bolley  |
| 12    | 1 d'agost      | Gran Premi de Polònia            | Gdynia               | Pit Beirer       | Frédéric Bolley  | Pit Beirer       |
| 13    | 8 d'agost      | Gran Premi de Luxemburg          | Folkendange          | David Vuillemin  | Pit Beirer       | Frédéric Bolley  |
| 14    | 22 d'agost     | Gran Premi de Bèlgica            | Nismes               | Frédéric Bolley  | Frédéric Bolley  | Frédéric Bolley  |
| 15    | 29 d'agost     | Gran Premi d'Alemanya            | Gaildorf             | Frédéric Bolley  | Stefan Everts    | Stefan Everts    |
| 16    | 12 de setembre | Gran Premi dels Estats Units     | Budds Creek          | Stefan Everts    | Kevin Windham    | Kevin Windham    |

### Classificació final
| Posició | Pilot                | Motocicleta | Punts |
| ------- | -------------------- | ----------- | ----- |
| 1       | Frédéric Bolley      | Honda       | 442   |
| 2       | Pit Beirer           | Kawasaki    | 424   |
| 3       | David Vuillemin      | Yamaha      | 379   |
| 4       | Ryan Hugues          | Honda       | 375   |
| 5       | Marnicq Bervoets     | Kawasaki    | 278   |
| 6       | Mickaël Maschio      | Yamaha      | 265   |
| 7       | Joshua Coppins       | Suzuki      | 257   |
| 8       | Leon Giesbers        | Suzuki      | 188   |
| 9       | Remy Van Rees        | Kawasaki    | 164   |
| 10      | Alessandro Belometti | Yamaha      | 124   |
| 11      | Stefan Everts        | Honda       | 118   |

## 125 cc

### Grans Premis
| Ronda | Data         | Gran Premi                    | Lloc              | 1a mànega        | 2a mànega        | Guanyador        |
| ----- | ------------ | ----------------------------- | ----------------- | ---------------- | ---------------- | ---------------- |
| 1     | 14 de març   | Gran Premi de França          | Verneuil-sur-Avre | Alessio Chiodi   | Alessio Chiodi   | Alessio Chiodi   |
| 2     | 28 de març   | Gran Premi d'Itàlia           | Cingoli           | Claudio Federici | Alessio Chiodi   | Alessio Chiodi   |
| 3     | 11 d'abril   | Gran Premi del Brasil         | Indaiatuba        | Claudio Federici | Alessio Chiodi   | Alessio Chiodi   |
| 4     | 2 de maig    | Gran Premi d'Espanya          | Bellpuig          | Alessio Chiodi   | Alessio Chiodi   | Alessio Chiodi   |
| 5     | 16 de maig   | Gran Premi dels Països Baixos | Mill              | Steve Ramon      | Mike Brown       | Alessio Chiodi   |
| 6     | 30 de maig   | Gran Premi de Gran Bretanya   | Foxhill           | Claudio Federici | Claudio Federici | Claudio Federici |
| 7     | 13 de juny   | Gran Premi de Portugal        | Águeda            | Alessio Chiodi   | Alessio Chiodi   | Alessio Chiodi   |
| 8     | 11 de juliol | Gran Premi d'Àustria          | Launsdorf         | Alessio Chiodi   | Claudio Federici | Alessio Chiodi   |
| 9     | 18 de juliol | Gran Premi d'Eslovènia        | Orehova vas       | Claudio Federici | Claudio Federici | Claudio Federici |
| 10    | 8 d'agost    | Gran Premi de Suïssa          | Roggenburg        | Alessio Chiodi   | Claudio Federici | Alessio Chiodi   |
| 11    | 22 d'agost   | Gran Premi d'Alemanya         | Bielstein         | Grant Langston   | Grant Langston   | Grant Langston   |
| 12    | 29 d'agost   | Gran Premi de Croàcia         | Mladina           | Claudio Federici | Claudio Federici | Claudio Federici |

### Classificació final
| Posició | Pilot             | Motocicleta | Punts |
| ------- | ----------------- | ----------- | ----- |
| 1       | Alessio Chiodi    | Husqvarna   | 401   |
| 2       | Claudio Federici  | Yamaha      | 383   |
| 3       | Mike Brown        | Honda       | 264   |
| 4       | Thomas Traversini | Husqvarna   | 208   |
| 5       | James Dobb        | Suzuki      | 196   |
| 6       | Steve Ramon       | Kawasaki    | 176   |
| 7       | Patrick Caps      | Honda       | 166   |
| 8       | Jeff Dement       | Yamaha      | 156   |
| 9       | Luigi Séguy       | Honda       | 116   |
| 10      | Grant Langston    | KTM         | 113   |

## Resum: Podi final 1999
|           | 500 cc           | 500 cc   | 250 cc          | 250 cc   | 125 cc            | 125 cc    |
| Campió    | Andrea Bartolini | Yamaha   | Frédéric Bolley | Honda    | Alessio Chiodi    | Husqvarna |
| Subcampió | Peter Johansson  | KTM      | Pit Beirer      | Kawasaki | Claudio Frederici | Yamaha    |
| Tercer    | Joël Smets       | Husaberg | David Vuillemin | Yamaha   | Mike Brown        | Honda     |